# 学問に王道なし
学問に王道なし（がくもんにおうどうなし）は、古代エジプトからのことわざ。

## 概要
学問を修めるには簡単な方法など存在せず、誰であろうと苦労しなければ学問を修めることはできないということを意味する。
現代の日本においては王道といえば多くの人が行っている定番の方法という意味で用いられているが、学問に王道なしでの王道とは楽に成功できるための特別に簡単な方法という意味である。

### 古代エジプト
エウクレイデスはエジプトのアレクサンドリアで幾何学を教えていた。そのときプトレマイオス1世がエウクレイデスに、幾何学を学ぶのにエウクレイデスの著作である『ユークリッド原論』を読むよりも簡単な方法は無いのかと尋ねた。その際にエウクレイデスはクラウディオス・プトレマイオスに、幾何学を学ぶには王だけのための特別な道は存在しないと答えた。王というのは権力があるため何でも手に入るものの、学問を身に着けるためには庶民と同様に地道に努力をするしかないということである。この学問に王道なしという言葉は、学問とは権力からは自由であるということを高らかにうたったというものでもある。

### 現代日本
現代の日本では学問に王道なしの通りである教育が行われていない。日本の高等学校では大学受験では出ない単元を教えていないし、塾では要点だけを教えて定期考査や入学試験で点数を取れるようにするための指導をしている。大学でもこのような教育に慣らされた学生が増えており、大学の教科書も講義も要点のみになり薄っぺらくなっている。このような学生は試験の成績は良いものの研究室では伸び悩む。研究ではどのような展開になるかは一切予想できず、解法のパターンが無い問題は解くことができないためである。本来の教育というのは本を読んだり講義を聞いたときに何が重要で何が重要ではないかを自分で判断できるようにするということである。そしてこの能力を利用することによって見たことの無い問題では自分で解く方法を見出せるようにするということである。これこそが生涯においての問題を解決させる方法であり、人間としての自立を教えるということでもある。学問に王道なしの通りである教育をするには、多くの時間を費やして効率を求めてはいけないということでもある。